# Český slavík Mattoni 2013
Osmnácté udílení Českého slavíka Mattoni se konalo 23. listopadu 2013 ve Státní opeře v Praze. Předávání bylo vysíláno na TV Nova a moderoval ho Jan Kraus. Absolutním vítězem se stal již podruhé Karel Gott, který tak vystřídal loňskou vítězku Lucii Bílou. Celkem dorazilo přibližně 119 tisíc hlasů. Pokud počítáme i Zlatého slavíka jedná se již o osmačtyřicáté udílení.
Během večera zazpívali Marta Jandová a Petr Kolář s doprovodem skupiny Inflagranti píseň „Otázky,“ jako vzpomínku na Pavla Bobka a Zdeňka Rytíře.

## Vystupující
| Umělec(i)                            | Píseň(ně)                   |
| ------------------------------------ | --------------------------- |
| Kabát                                | „Dole v dole“               |
| Richard Müller a Fragile             | „Nebude to ľahké“           |
| Chinaski                             | „Stížnost“ „Zadarmo“ „1970“ |
| Ewa Farna                            | „Oblíbená věc“              |
| Nightwork                            | „Čauky Mňauky“              |
| Tomáš Klus                           | „Napojen“                   |
| Marta Jandová Petr Kolář Inflagranti | „Otázky“                    |
| Lucie Bílá                           | „STOP“                      |

## Předávající
- Václav Postránecký vyhlásil bronzového slavíka v kategorii Zpěvačka
- Petr Čtvrtníček vyhlásil stříbrného slavíka v kategorii Zpěvačka
- Michaela Badinková vyhlásila kategorii Slavíci bez hranic
- Jiří Hrabák vyhlásil kategorii Nejoblíbenější píseň posluchačů Rádia Impuls
- Jaroslav Těšínský vyhlásil bronzového slavíka v kategorii Skupina
- Tomáš Berdych a Ester Sátorová vyhlásili stříbrného slavíka v kategorii Skupina
- Jáchym Kraus vyhlásil kategorii Hvězda internetu
- Michal Fajt vyhlásil bronzového slavíka v kategorii Zpěvák
- Ivana Chýlková vyhlásila stříbrného slavíka v kategorii Zpěvák
- Nicky Tučková vyhlásila kategorii Objev roku
- Jan Kraus vyhlásil zlatého slavíka v kategorii Zpěvačka, Zpěvák, Skupina, MTV Videoklip roku a Absolutní slavík

## Vítězové
Nominovaní a vítězové v daných kategoriích jsou:

### Zpěvák
- Karel Gott (33 044 bodů)
- Tomáš Klus (32 997 bodů)
- Richard Krajčo (11 910 bodů)
- Vojtěch Dyk (8 765 bodů)
- Michal David (6 576 bodů)
- Dalibor Janda (6 160 bodů)

### Zpěvačka
- Lucie Bílá (32 535 bodů)
- Lucie Vondráčková (28 731 bodů)
- Aneta Langerová (9 766 bodů)
- Ewa Farna (9 217 bodů)
- Anna K (7 684 bodů)
- Monika Absolonová (7 222 bodů)

### Skupina
- Kryštof (22 302 bodů)
- Kabát (20 138 bodů)
- Chinaski (10 965 bodů)
- Nightwork (9 454 bodů)
- Olympic (9 241 bodů)
- Divokej Bill (7 675 bodů)

### Slavíci bez hranic
- No Name (10 719 bodů)
- Miro Žbirka (6 339 bodů)
- Elán (6 240 bodů)
- Kristina (5 106 bodů)
- Pavol Habera (4 689 bodů)
- Horkýže Slíže (4 488 bodů)

### Objev roku
- Adam Mišík
- Lenny
- Kateřina Marie Tichá

### Skokan roku
- ABBA Stars (ze 45. místa na 10. místo)

### MTV Videoklip roku
- Kryštof ft. Tomáš Klus — „Cesta“
- Lenny — „All My Love“
- Skyline — „Staying Alive“
- Ben Cristovao — „Bomby“
- Tommy Indian — „Slow Slow Slow“

### Nejoblíbenější píseň posluchačů Rádia Impuls
- Kryštof ft. Tomáš Klus — „Cesta“

### Hvězda internetu
- Johny Machette (1. místo)
- Voxel (2. místo)
- Barbar Punk (3. místo)

### Absolutní slavík
- Karel Gott

## Kontroverze

### Vyřazení rappera Řezníka z Hvězdy internetu
Z kategorie Hvězda internetu byl vyřazen rapper Řezník, který by původně kategorii vyhrál. Pořadatelé jej vyškrtli před koncem hlasování z důvodu násilné a vulgární tvorby. Rozhodnutím Českého slavíka vyřadit Řezníka podporuje také organizace Bílý kruh bezpečí, která pomáhá obětem kriminality a domácího násilí. V reakci na vyřazení Řezníka, zpěvák Matěj Ruppert oznámil, že chce vrátit cenu Skokan roku 2006, jelikož se mu nelíbí cenzura ze strany Českého slavíka. Další reakci představil zpěvák Tomáš Klus, který také stál na straně rappera a rozhodl se odhlásit z ankety. Karel Gott se vyjádřil tak, že nemá o kauze žádné podrobnosti, a že získanou cenu neplánuje vracet. Kauza nenechala chladnými ale pouze tyto zpěváky. Cenu v kategorii Hvězda internetu získal Johny Machette, ten cenu také nehodlá vracet.